# Crateras de Mono-Inyo

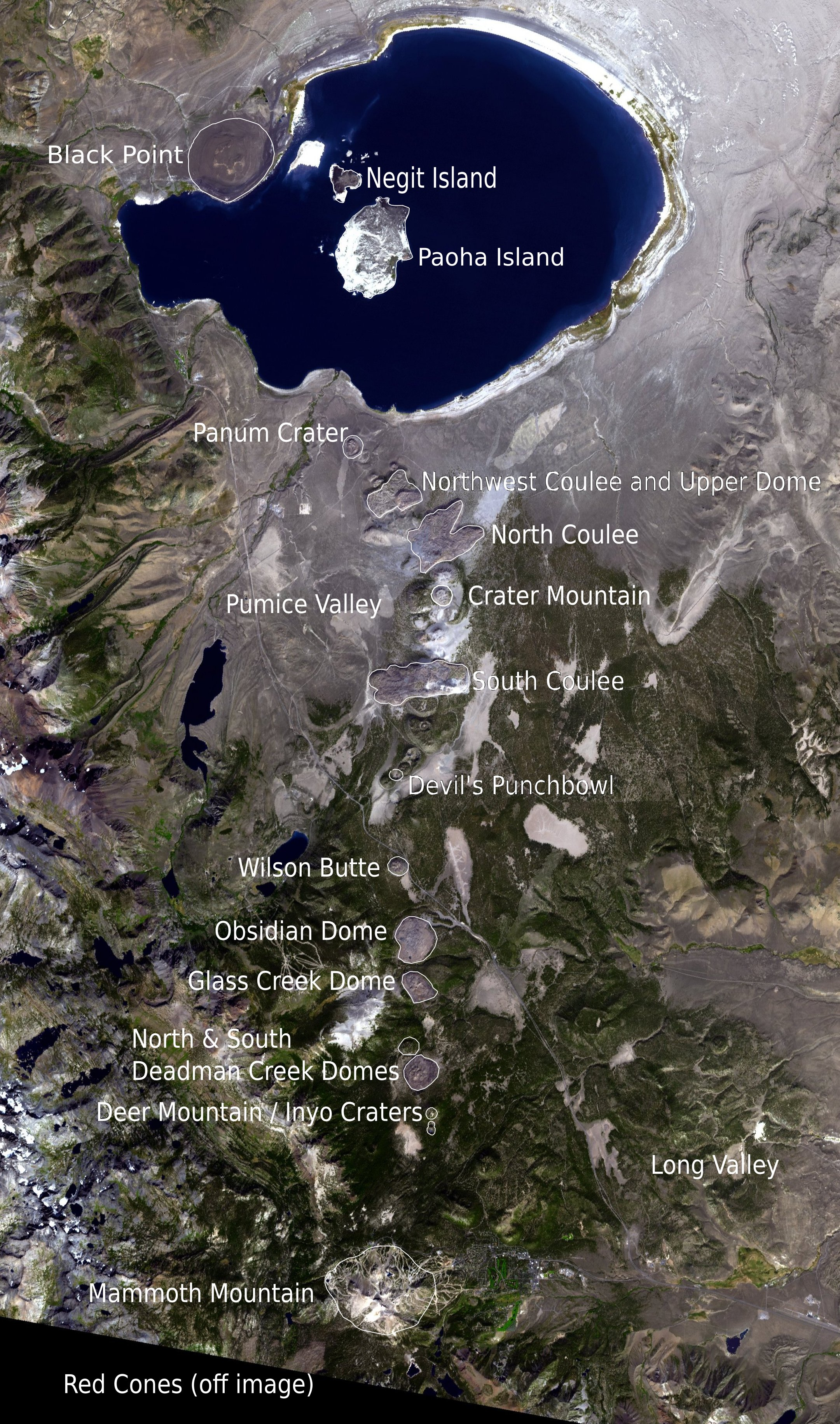

As Crateras de Mono-Inyo são uma cadeia de crateras vulcânicas, domos de lava e fluxos de lava nos Estados Unidos da América, no estado da Califórnia. Definem-se como domos de lava e cones de escória, cuja última atividade ocorre a cerca de de 40 000 anos Sua última erupção ocorre em 1790 (± 75 anos), enquanto sua última atividade vulcânia 230 anos atrás.